# Kornelije Kovač

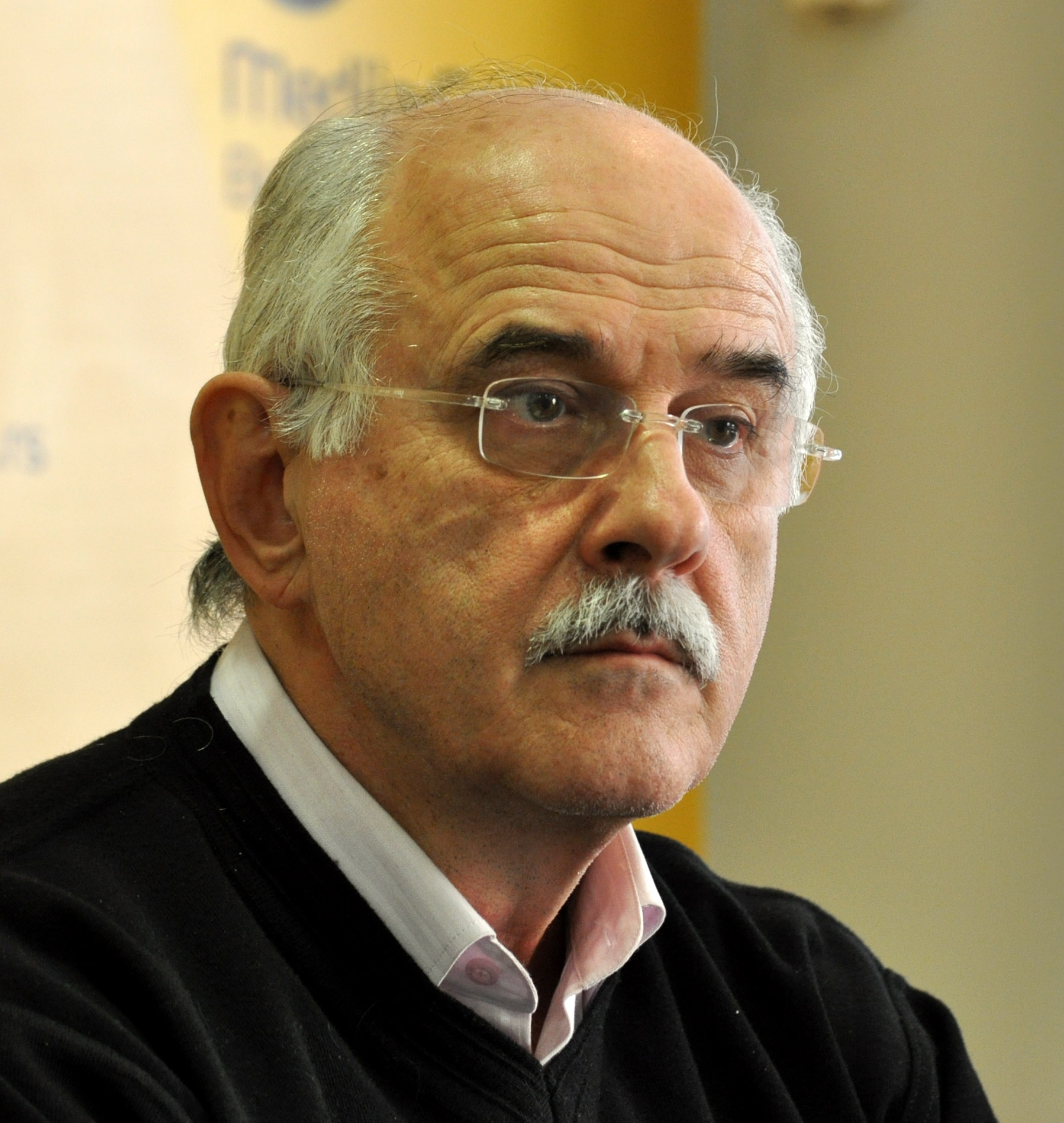
Kornelije Kovač

Kornelije Kovač (serbiska: Корнелије Ковач, ungerska: Kovács Kornél), född 1 januari 1942 i Niš i Serbien, Jugoslavien, död 13 september 2022 i Belgrad, var en serbisk kompositör.
Kovač och hans två döttrar Alexandra och Kristina tävlade med varsin låt i den serbiska uttagningen till Eurovision Song Contest 2011.

## Filmmusik i urval
- 1981 – Montenegro eller Pärlor och svin